# Warwick (district)
Warwick is een Engels district in het graafschap Warwickshire en telt 142.000 inwoners. De oppervlakte bedraagt 283 km². Hoofdplaats is Warwick.
Van de bevolking is 16,4% ouder dan 65 jaar. De werkloosheid bedraagt 2,5% van de beroepsbevolking (cijfers volkstelling 2001).

## Plaatsen in district Warwick
- Leamington Spa

## Civil parishesin district Warwick
Ashow, Baddesley Clinton, Baginton, Barford, Beausale, Haseley, Honiley and Wroxall, Bishop’s Tachbrook, Blackdown, Bubbenhall, Budbrooke, Burton Green, Bushwood, Cubbington, Eathorpe, Hatton, Hunningham, Kenilworth, Lapworth, Leek Wootton and Guy’s Cliffe, Norton Lindsey, Offchurch, Old Milverton, Radford Semele, Rowington, Royal Leamington Spa, Sherbourne, Shrewley, Stoneleigh, Wappenbury, Warwick, Wasperton, Weston Under Wetherley, Whitnash.